# Крутов, Алексей Михайлович
Алексей Михайлович Крутов (Пустой шаблон {{ВД-Преамбула}} ) — российский хоккеист, нападающий.

## Биография
Воспитанник воскресенского «Химика». Выступал за команды «Сокол» Луховицы (1993/94), «Химик» (1994/95 — 1999/2000), «Буран» Воронеж (2004/05), «Ривьера» Москва (2000/01).
В МХЛ и Суперлиге в составе «Химика» провёл пять сезонов, сыграл 202 матча.